# 114990 Szeidl
114990 Szeidl este un asteroid din centura principală de asteroizi.

## Descriere
114990 Szeidl este un asteroid din centura principală de asteroizi. A fost descoperit pe 26 august 2003 la Piszkesteto de Krisztián Sárneczky și Brigitta Sipőcz. Asteroidul prezintă o orbită caracterizată de o semiaxă mare de 2,40 ua, o excentricitate de 0,11 și o înclinație de 1,8° în raport cu ecliptica.